# Razali Saad
Razali Saad, född 14 augusti 1964, är en singaporiansk före detta fotbollsspelare. Han gjorde 53 landskamper för Singapores landslag och deltog i Asiatiska mästerskapet 1984.